# Plateumaris tenuicornis
Plateumaris tenuicornis es una especie de insecto coleóptero de la familia Chrysomelidae.
Fue descrita científicamente en 1934 por Balthasar.